# 13è Cos (Regne Unit)

Escut del Cos durant la Segona Guerra Mundial

El XIII Cos va ser un cos d'infanteria durant la Primera Guerra Mundial i Segona Guerra Mundial.

## Primera Guerra Mundial
El XIII es creà a França el 15 de novembre de 1915, sota el comandament del tinent general Walter N. Congreve, perquè formés part del Quart Exèrcit. Va participar en la batalla del Somme el 1916. Durant el primer dia de la batalla del Somme, el Cos va mantenir el flanc sud de la línia britànica. L'objectiu del Cos era el poble de Montauban. Les dues divisions d'assalt, la 18a Divisió (Eastern) i la 30a Divisió, ambdues formacions del Nou Exèrcit, assoliren els seus objectius amb el cost de 3.000 baixes cadascuna.

## Segona Guerra Mundial
L'1 de gener de 1941, la Força del Desert Occidental, mentre que lluitava amb el Desè Exèrcit italià a l'Operació Compàs, va passar a anomenar-se XIII Cos. Al febrer de 1941, la resta de l'exèrcit italià a la Cirenaica, es retirava per la Via Balbia amb la 7a Divisió Cuirassada britànica i la 6a Divisió d'Infanteria australiana seguint-los de ben a prop. Quan l'Operació Compàs finalitzà amb la rendició del X Exèrcit italià, el Quarter General del Cos va ser desactivat al febrer i les seves responsabilitats passaren a mans del Quarter General de la Cirenaica, un comandament estàtic que mostrava la postura defensiva que havien d'adquirir els aliats al desert occidental a causa del fet que l'atenció del Comandament de l'Orient Mitjà estava focalitzat a Grècia.
Després que les forces italianes al nord d'Àfrica havien sigut reforçades amb l'arribada de l'Afrika Korps durant l'Operació Sonnenblume el tinent general Philip Neame, comandant de la Cirenaica, va ser capturat durant l'avanç de Rommel i el Quarter General de la Força del Desert Occidental va ser reactivat el 14 d'abril per prendre el comandament de les tropes britàniques i de la Commonwealth al desert occidental i provar d'aturar l'avanç de l'Eix a la frontera d'Egipte i Líbia.
L'agost de 1941, Archibald Wavell va ser substituït com a Comandant de l'Orient Mitjà per Claude Auchinleck, i les tropes al nord d'Àfrica van ser reforçades per així poder crear el Vuitè Exèrcit britànic. Durant aquest període de reorganització, el Cos del Desert Occidental tornà a denominar-se XIII Cos i així formar part del nou exèrcit. El Cos seguí formant part del Vuitè Exèrcit durant la resta de la campanya del nord d'Àfrica, que finalitzà quan les tropes de l'Eix es rendiren a Tunísia el maig de 1943.
El XIII Cos va prendre part en la invasió aliada de Sicília el juliol de 1943 i, després de la caiguda de l'illa, es desplaçà cap a la Itàlia continental, lluitant amb el 8è Exèrcit al front de l'Adriàtic fins a final de 1943. Al maig de 1944, el cos va ser desplaçat al centre del front aliat a Cassino durant la Quarta Batalla de Monte Cassino, sent responsable de travessar els rius Garigliano i Rapido, i superant el cor de les defenses alemanyes a la vall del Liri.
A final de 1944, el XIII Cos va ser traspassat al Cinquè Exèrcit americà per formar la seva ala dreta als Apenins, per lluitar a la Línia Gòtica. L'abril del 1945, el cos retornà al 8è Exèrcit per prendre part a l'ofensiva de primavera, que finalitzà el maig de 1945 amb la rendició de les tropes de l'Eix a Itàlia. La 2a Divisió neozelandesa, que operava amb el cos, capturà la ciutat de Trieste. El cos acabà reforçant la Línia Morgan entre maig de 1945 fins a mitjans de 1946.

## Comandants
- Richard O'Connor: Cos del Desert Occidental i XIII Cos (Juny de 1940 a Febrer de 1941)
- Noel Beresford-Peirse: Cos del Desert Occidental i XIII Cos (Abril de 1941 a Octubre de 1941)
- Reade Godwin-Austen: (Octubre de 1941 a Febrer de 1942)
- William Gott (Febrer de 1942 a Agost de 1942)
- Brian Horrocks: (Agost de 1942 a Desembre de 1942)
- Miles Dempsey: (Desembre de 1942 a Gener de 1944)
- Sidney Kirkman: (Gener de 1944 a Març de 1945)
- John Harding: (Març de 1945 a Juny de 1945)